# Weldon (Carolina del Norte)

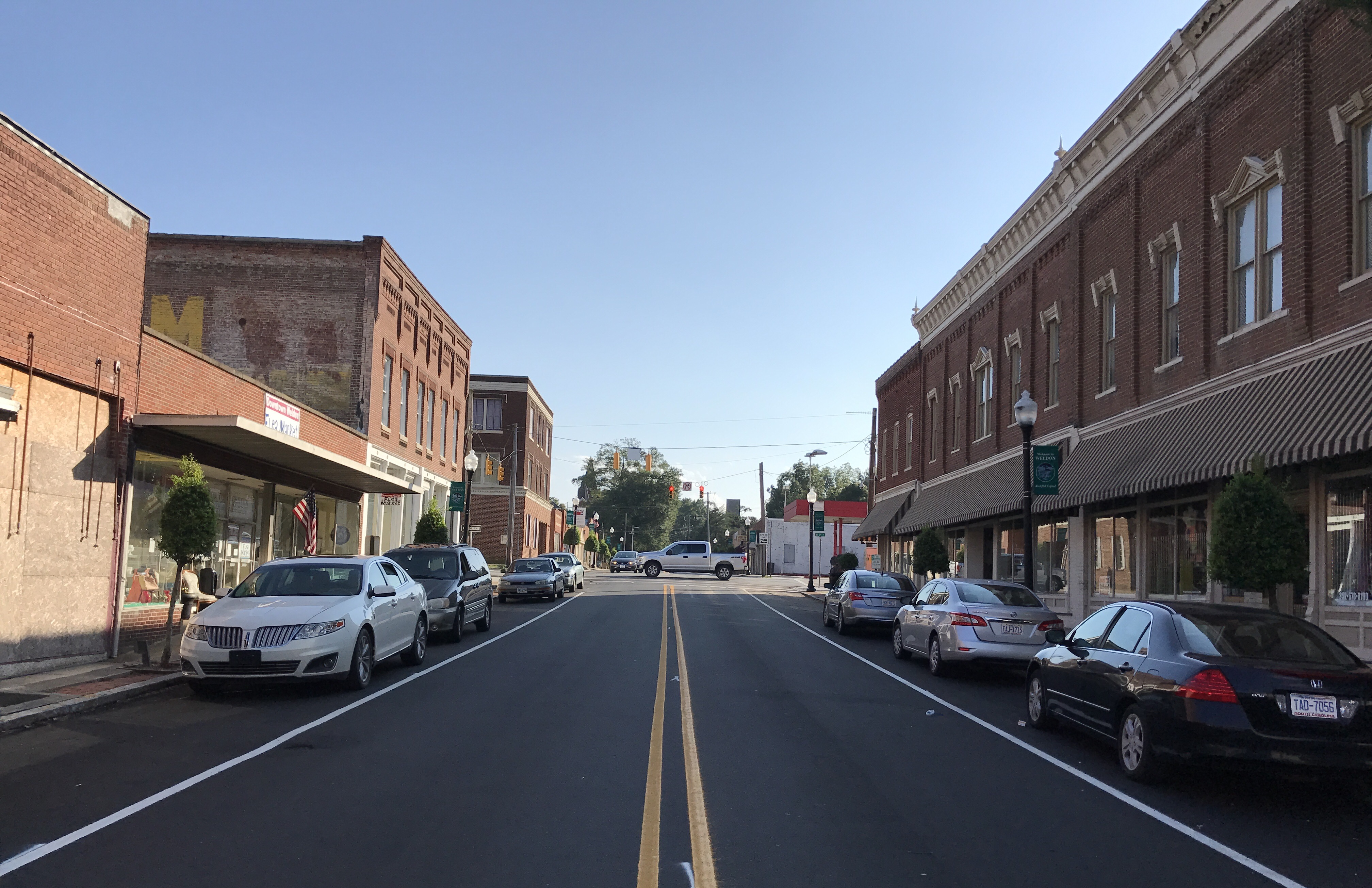
Una de las calles de Weldon

Weldon es un pueblo ubicado en el condado de Halifax en el estado estadounidense de Carolina del Norte. La localidad en el año 2000, tenía una población de 1370 habitantes en una superficie de 4,6 km², con una densidad poblacional de 299 personas por km². Está ubicado a orillas del río Roanoke.

## Geografía
Weldon se encuentra ubicado en las coordenadas 36°25′36″N 77°36′6″O / 36.42667, -77.60167. Según la Oficina del Censo, la localidad tiene un área total de 4,6 km² (1,8 mi²), de la cual 4,6 km² (1,8 mi²) es tierra y 0 km² (0 mi²) (0.0%) es agua.

### Localidades adyacentes
El siguiente diagrama muestra a las localidades en un radio de 12 kilómetros (7,5 mi) de Weldon.

## Demografía
En el 2000 la renta per cápita promedia del hogar era de $36.580, y el ingreso promedio para una familia era de $35.750. El ingreso per cápita para la localidad era de $16.322. En 2000 los hombres tenían un ingreso .per cápita de $26.154 contra $25.438 para las mujeres. Alrededor del 22.50% de la población estaba bajo el umbral de pobreza nacional.